# Pénzes Antal (botanikus)
Pénzes Antal (Hort, 1895. január 3. – Budapest, 1984. szeptember 30.) középiskolai tanár, botanikus és ökológus, a XX. századi magyar botanika egyik kiemelkedő, ám méltatlanul elfelejtett egyénisége volt. A magyar föld és a Balkán éles szemű kutatója, az ismeretterjesztés mestere, egyúttal a hazai természetvédelem egyik úttörője volt. Botanikai szakmunkákban nevének rövidítése: „Pénzes”.
A 20-as évektől kezdve számos élvezetes stílusú népszerűsítő cikket írt a virágos növényekről. Nagy értéket képviselnek Budapest behurcolt (adventív) növényeivel foglalkozó dolgozatai is. 1942-ben jelent meg Budapest élővilága című könyve, amelyben tudományos igénnyel, de népszerűsítő formában elsőként mert vállalkozni a gazdag és igen sok tájelemből álló főváros és környéke életközösségeinek bemutatására. Művében magával ragadóan hívta fel a figyelmet a környék élővilágát veszélyeztető folyamatokra. Javaslatot tett tizenkét, különösen gazdag flórájú és faunájú terület természetvédelmi oltalmára – a sorban az első helyen a Sas-hegy állt. Javaslatára 1958-ban létrejött a Budai Sas-hegy Természetvédelmi Terület.

## Művei
- Budapest élővilága; Természettudományi Társaság, Bp., 1942  (Természettudományi Könyvkiadó Vállalat)
- Pénzes Antal – Csizy Ferenc: Budapest élővilága; TTIT, Bp., 1956